# Svenska Turistföreningen

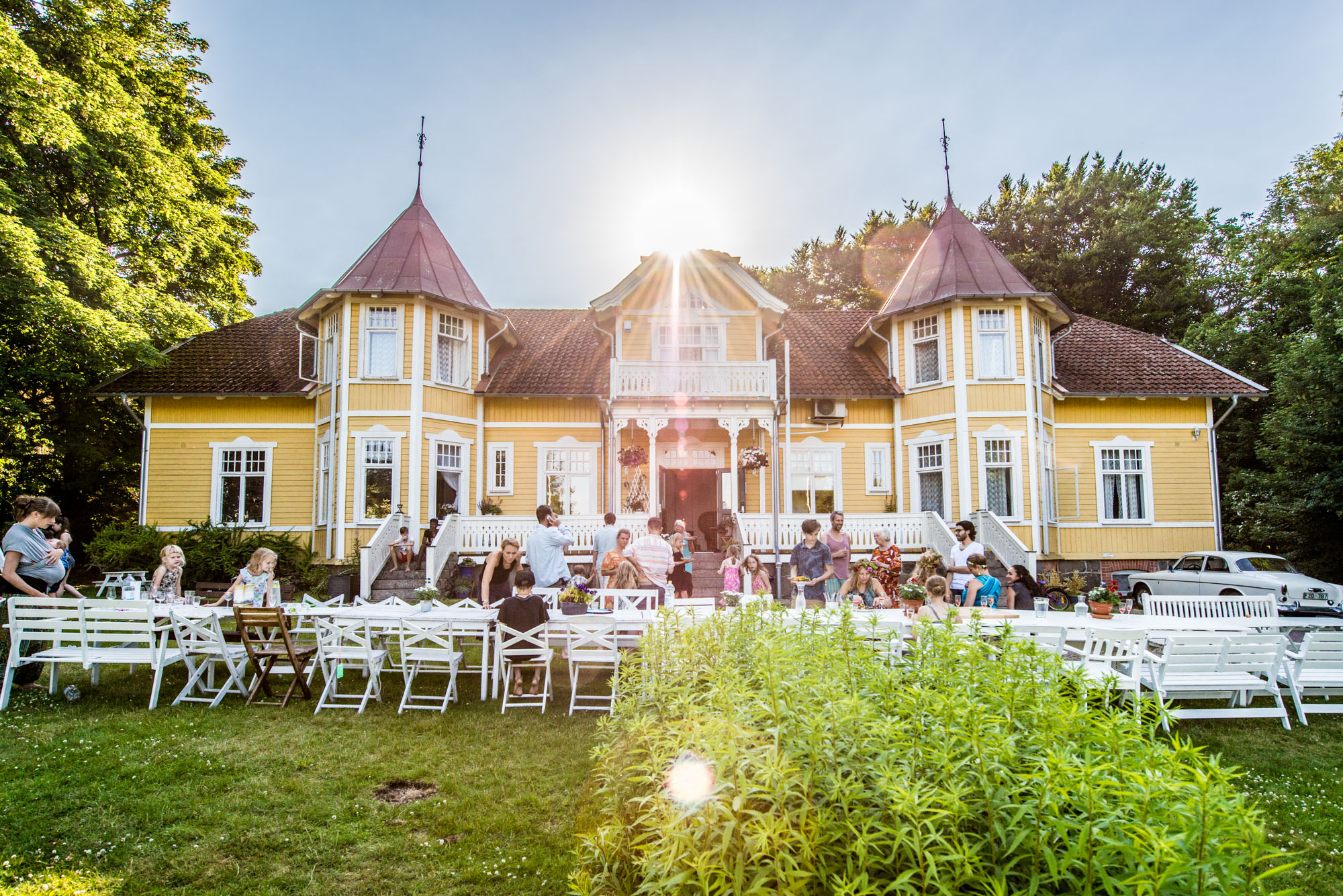
STF:s Villa Söderåsen i Skåne.

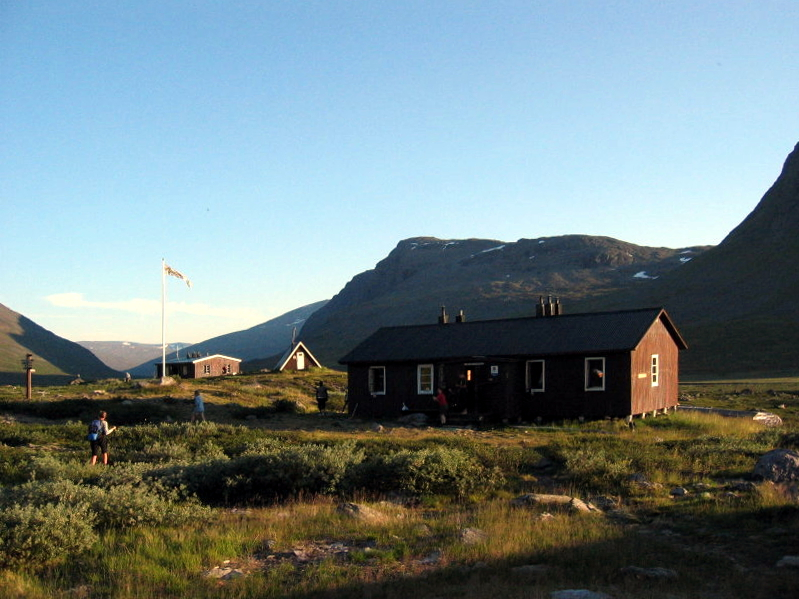
Fjällstugor vid Singi i Kebnekaisefjällen.

Svenska Turistföreningen (STF) är en svensk ideell förening, som bildades 1885 med syftet att utveckla och underlätta turism, framförallt sådan turism som bygger på natur- och kulturupplevelser.
Föreningens motto är: "Känn ditt land!".

## Historik
Tanken på en svensk turistförening efter mönster av Den Norske Turistforening, som bildats 1868, väcktes först av geologen Fredrik Svenonius. Ett upprop  den 26 november november 1884 av de båda geologerna H. Sjögren och T. Fegræus lade grunden, och STF bildades formellt den 27 februari 1885 vid ett möte på dåvarande Uppsala stadshotell. I den första styrelsen ingick fysiologen Frithiof Holmgren, arkeologen H. Hildebrand, polarforskaren A.E. Nordenskiöld, zoologen Carl Bovallius och andra akademiker vid Uppsala universitet. Föreningen flyttade 1887 till Stockholm, och startade där en turistbyrå som år 1917 utvidgades med ett biljettkontor. Medlemsantalet var från början 29, redan samma år 65, och år 1920 omkring 84 000.

### Publikationer
- Föreningen började ge ut årsböcker år 1886. Dessa tidiga skrifter innehöll många reseskildringar, till exempel en fjällvandring till Städjan i årsskriften 1889.[2]
- STF:s tidning började att ges ut år 1933
- Svensk Turistkalender gavs ut under åren 1926-1939
- Hvilo- och Kurorter i Sverige gavs ut under åren 1904-1938

STF har även gett ut en mängd resehandböcker, broschyrer och vykort.

### Fjällturism
Svenska Turistföreningen lade tidigt stor vikt vid att förbättra infrastrukturen för fjällturism.
- Föreningens första hydda (fjällstuga) var Varvekhyddan, som uppfördes 1888 halvvägs mellan Kvikkjokk och Sulitelma (idag nedbränd efter förfall). Nästa hydda Tarrahyddan kom året efter. Redan 1904 hade STF elva stugor (i början kallade "hyddor"). År 1933 hade STF 42 stugor.
- Det första turiststationen (då kallat "sporthärbärget")  med logi och matservering, öppnade 1897 med "Sylhyddan". År 1909 hade STF fem turiststationer Sylstugan, Västra Arbrådalen, Tännforsen, Kalixforsstugan, samt Abisko turiststation som var den största. År 1933 hade STF 13 turiststationer.
- De första enklare kåtorna tillkom år 1900 vid Unna Jiertas i Tjäkjadalen (i trakten av nuvarande Singistugan samt i Rapadalen (båda sedan länge rivna).[3] År 1932 hade STF 20 kåtor.
- År 1889 anskaffade STF den första roddbåten och år 1907 den första motorbåten. År 1904 ansvarade STF  för 21 roddbåtar vid sjöar och älvar.
- År 1904 hade STF rösat 167 kilometer leder.[4]

### Vandrarhem
Vandrarhemsverksamheten startade år 1933 med 33 vandrarhem.
År 1947 var 292 vandrarhem anslutna till STF.

## Verksamhet
Föreningen är en medlemsorganisation, och hade år 2016 241 672 medlemmar. Den idkar affärsdrivande verksamhet i ett helägt dotterbolag med 213 vandrarhem/hotell, åtta fjällstationer och 45 fjällstugor. Alla vandrarhem/hotell, förutom fem stycken, drivs av egna företagare i samarbete med STF.
Föreningsverksamheten är basen för att uppnå STF:s mål: "Att vara bäst på natur- och kulturupplevelser i Sverige, baserat på långsiktig och hållbar utveckling". Mellan år 1981 och 2010 utgjorde kretsarna STF:s demokratiska bas, och dessa utsåg vid sina årsmöten STF-medlemmarnas ombud till föreningens högsta beslutande organ, riksstämman. Sedan 2010 utses medlemmarnas ombud till riksstämman genom ett direktval på webben. Vid riksstämman 2012 ändrades STF:s stadgar som rörde kretsarna. Dessa bytte namn till lokalavdelningar, och är cirka 60 till antalet. Det blev sedan varje medlems val att bli medlem i en eller flera lokalavdelningar efter eget önskemål, eller att bara vara med i STF utan lokalavdelningstillhörighet.
STF har cirka 270 anställda, varav cirka 40 arbetar på kansliet i Stockholm. Övriga arbetar på de anläggningar som STF driver i egen regi. Det dagliga arbetet leds av en generalsekreterare. Under högsäsongen, på vintern och sommaren, arbetar ytterligare cirka 400 säsongsanställda. STF omsätter ungefär 370 miljoner kronor.

### Publikationer
Föreningen utger tidskriften Turist. Under åren 1886–2013 utgavs Svenska Turistföreningens årsskrift.

## Bilder

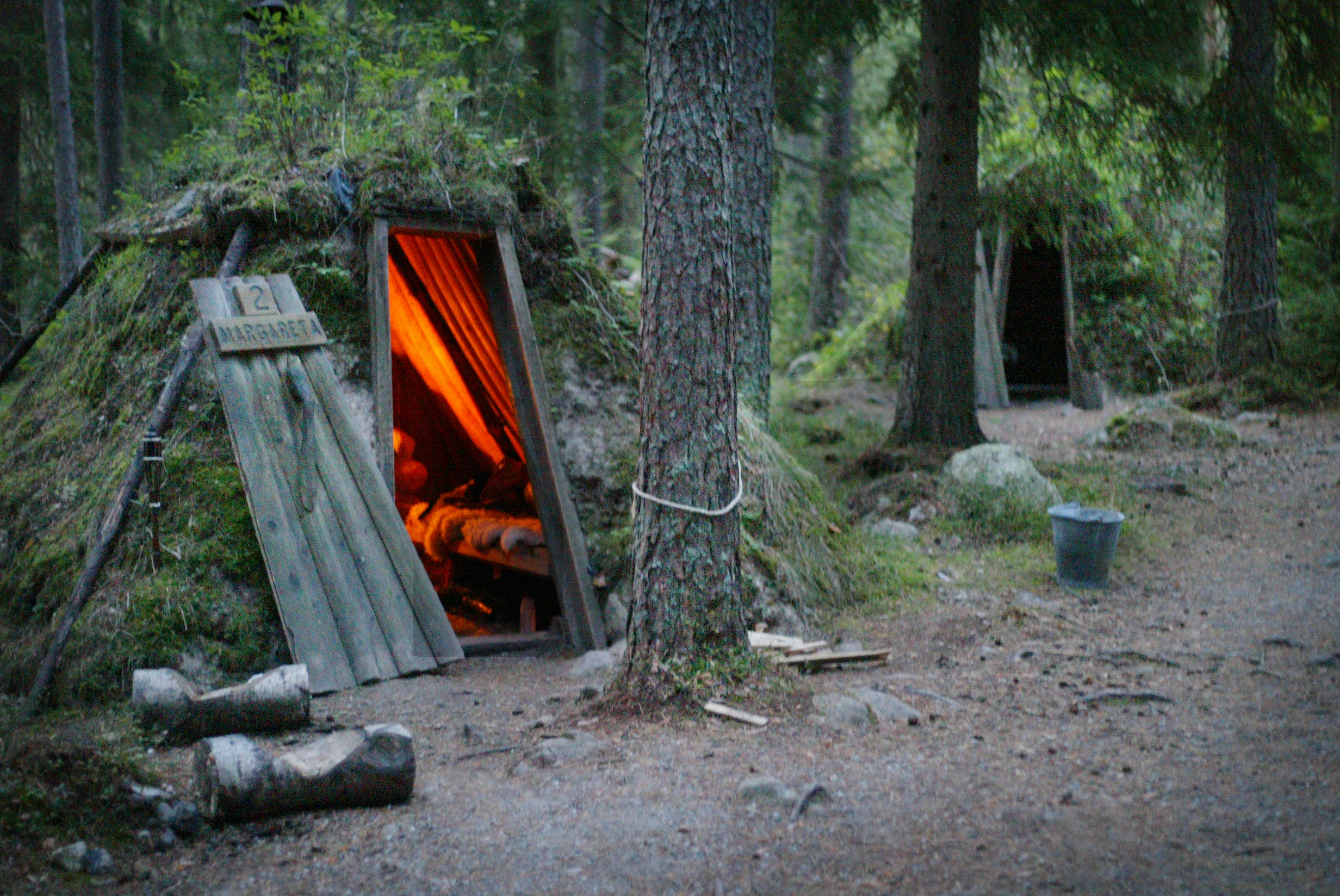
Kolarbyn i Skinnskatteberg.
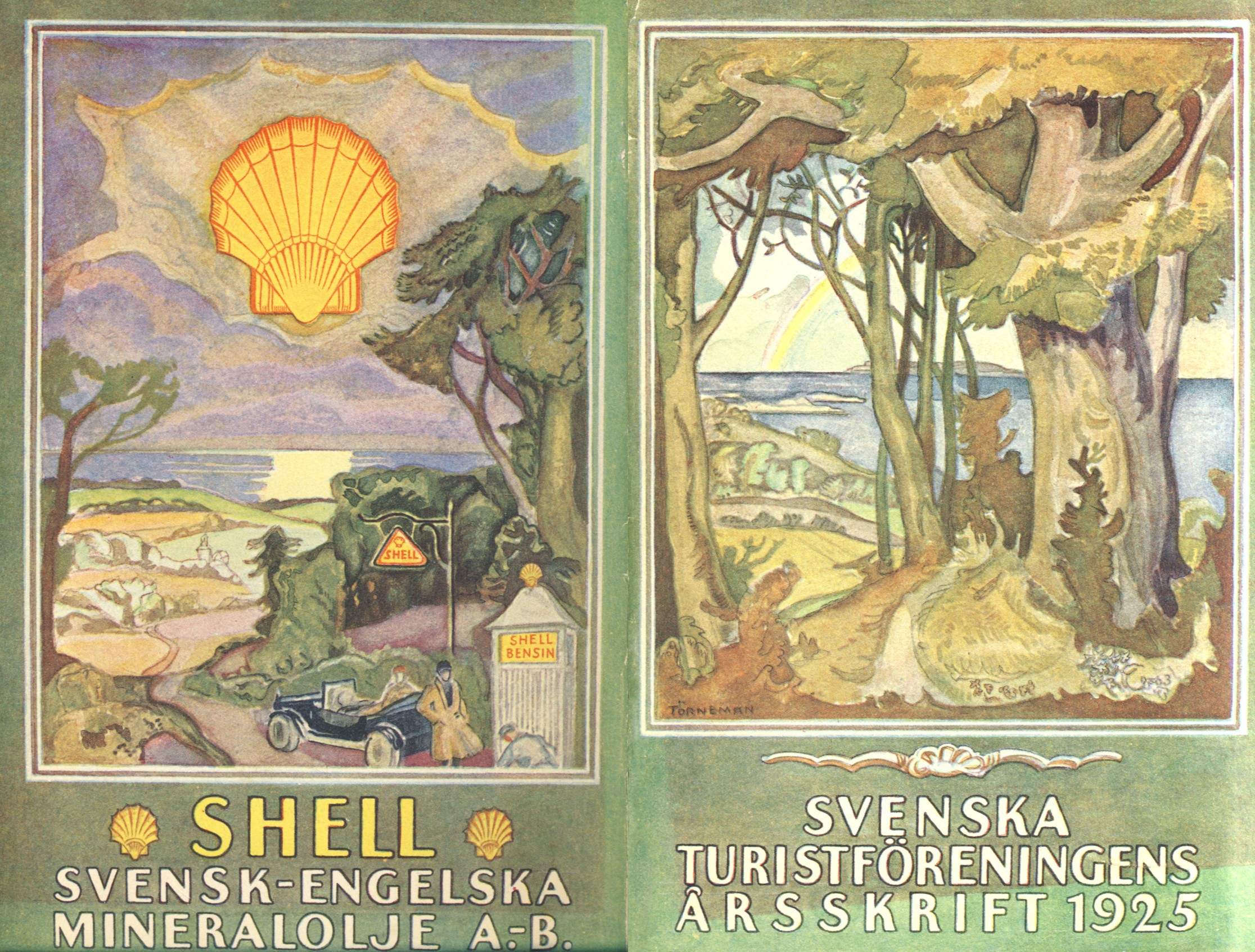
Axel Törnemans omslag till "Svenska Turistföreningens Årsskrift 1925" med Shell-reklam på baksidan.